# Forges d'Abainville
 (février 2021).
Les anciennes forges d'Abainville témoignent du passé industriel du sud de la Meuse et des Vosges, partagé entre le travail de la fonte puis de la pierre au gré de l’essor des technologies et du déclin sidérurgique.

Le travail de la pierre trouve son origine dans la proximité du massif hercynien des Vosges qui offre des carrières de granite.

## Localisation
Les Forges d'Abainville sont situées dans le département de la Meuse, arrondissement de Bar-le-Duc sur la commune d'Abainville, dans la vallée de l'Ornain.

## Histoire

### Forges d’Abainville
La Meuse, par sa situation géographique et son histoire, joue un grand rôle dans l'industrialisation du XVIIIe siècle,.
Entre 1723 et 1726, un haut-fourneau et une forge sont transférés à Abainville par le comte des Salles, dont la famille est étroitement liée à la Lorraine depuis le XVIe siècle. Ce haut-fourneau et cette forge proviennent d'une installation industrielle sur le territoire limitrophe de Gondrecourt-le-Château, datant de 1709.
En 1779, les forges, Abainville et Gondrecourt dépend du bailliage de Lamarche.
En 1800, Florentin Muel fait l'acquisition de l'usine.
En 1819, Edouard Muel, gendre de Christophe Doublat, receveur général du département des Vosges, se porte acquéreur de l’usine et la modernise en important le procédé des forges à l’anglaise par le procédé de puddlage (la première dans la région en 1823). 
La caractéristique de la forge à l’anglaise est la production de la fonte au coke au lieu du charbon de bois, grâce à l’invention du four à Puddler de Cort. C'est la combinaison, dans une même unité de production, de l’affinage de la fonte au coke avec des fours à puddler avant le passage dans les laminoirs.
Le remplacement du bocard à crasse et la mise en service de la forge à l'anglaise n'a lieu qu'en 1825, après quelques déboires d’ordre administratifs,.

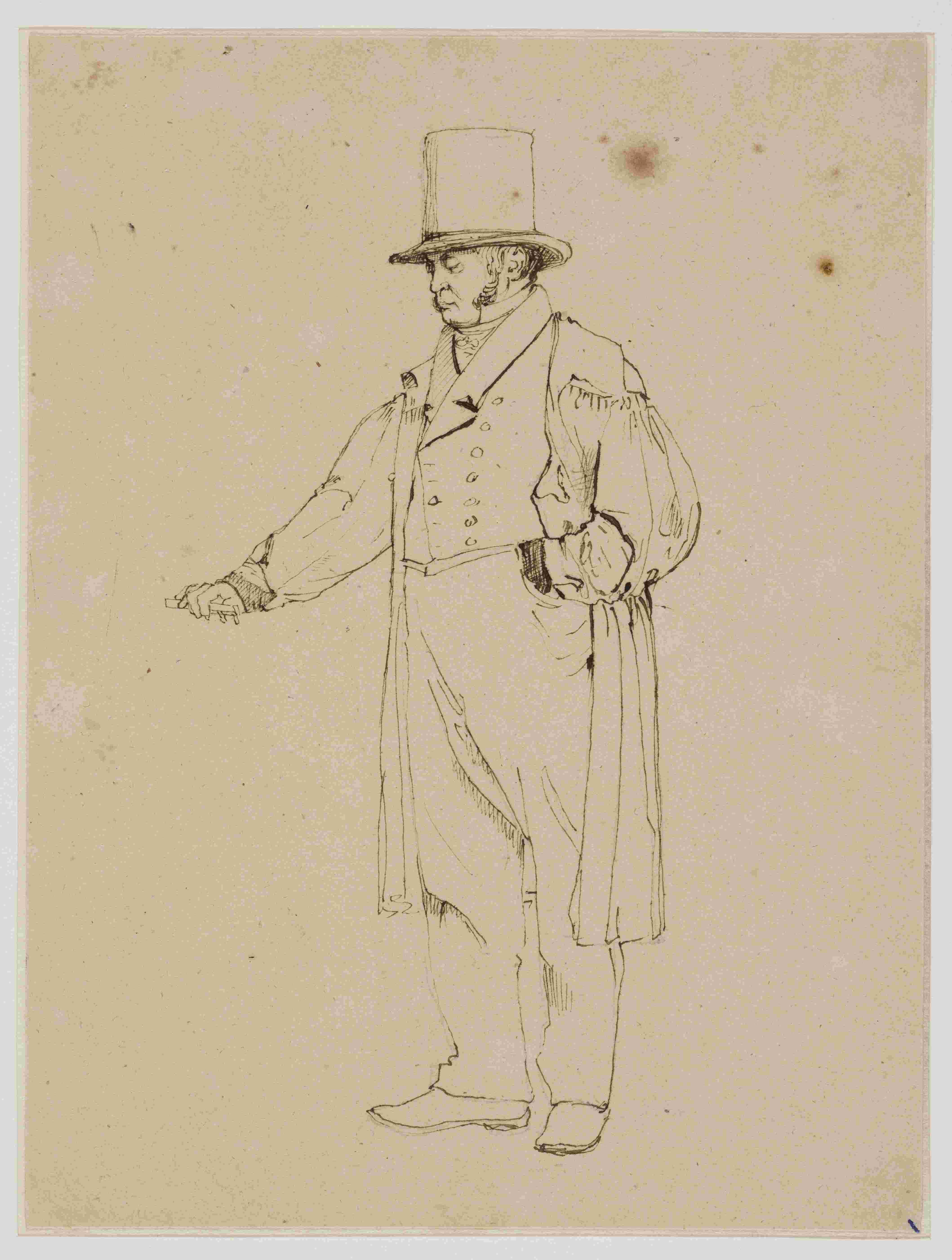
Monsieur Muel-Doublat, maître des forges par Ignace-François Bonhommé. Portrait réalisé d'après nature en 1837. Le dessin fait partie des collections du Féru des Sciences.

Les soufflets sont mus par une roue à aubes utilisant la force hydraulique d’une dérivation de l'Ornain, complétée par une réserve d’eau constituée par deux étangs artificiels.
En 1834, Edouard Muel-Doublat fait appel à l'ingénieur Eugène Flachat pour l'aider à la modernisation de la forge et augmenter le rendement. C'est sous sa supervision qu'a lieu la mise en place de machines à vapeur ou machines soufflantes, notamment alimentées par les "chaleurs perdues des fours". Particulièrement performantes, l'une d'entre elle peut atteindre cent chevaux.

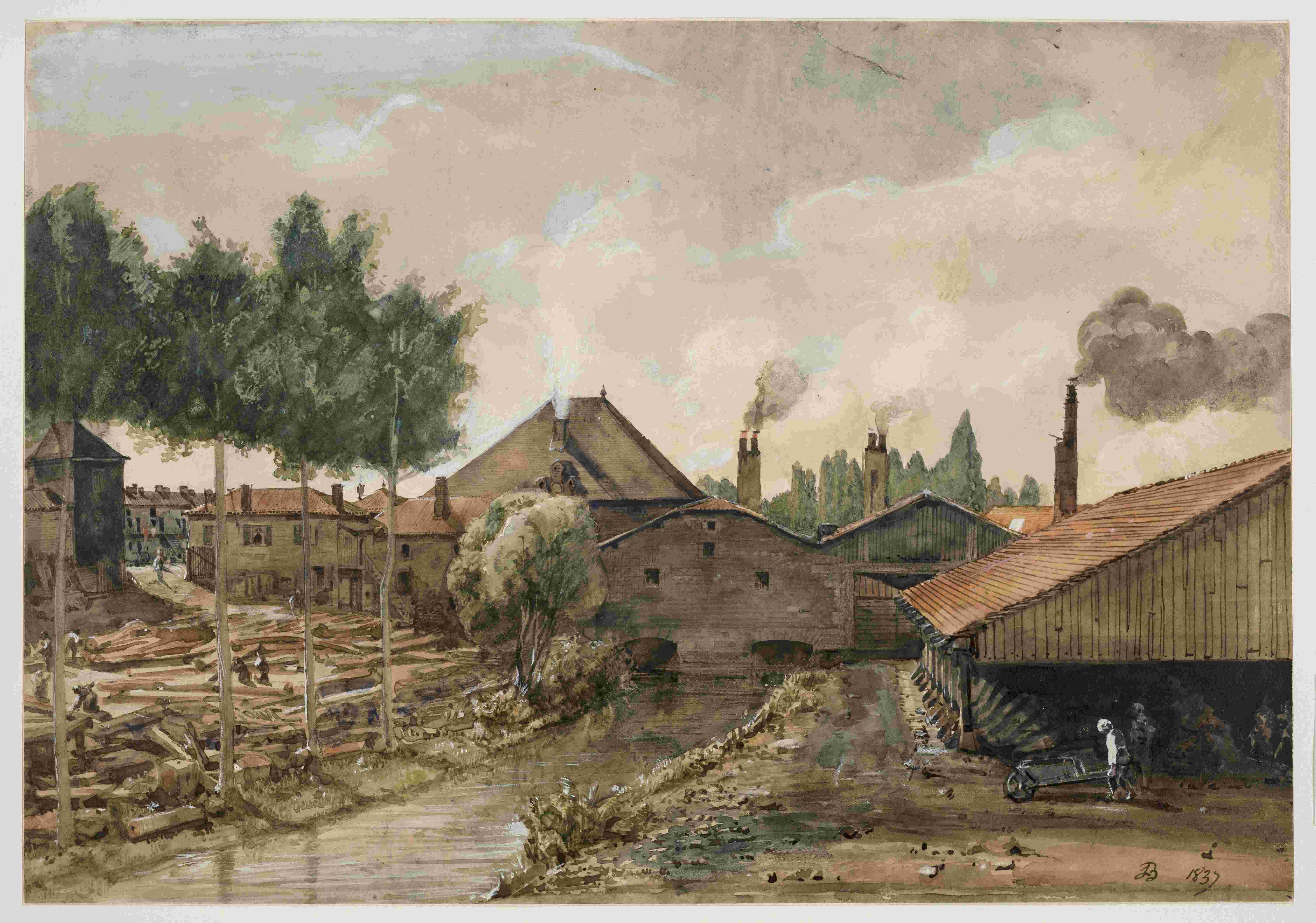
Ignace-François Bonhommé, Abainville - Vue extérieure des bâtiments de la forge, 1837, plume, encre noire, lavis et rehauts de gouache blanche, Féru des Sciences.

Un second haut-fourneau est construit en 1837.
Afin de documenter les transformations de la forge, Edouard Muel-Doublat commande au peintre et lithographe Ignace-François Bonhommé un tableau, Tôlerie des forges d'Abainville. Ce dernier se rend sur place et dessine de nombreux croquis préparatoires qui dépeignent d'abord des vues extérieures de l'usine puis l'intérieur avec les ouvriers en train de travailler. Ces œuvres sont visibles au Féru des Sciences de Jarville-la-Malgrange .
En 1840, une description des forges souligne cependant un problème majeur, qu'Edouard Muel-Doublat ne parvient pas à résoudre malgré l'installation de marchines à vapeur : les cours d'eau insuffisants, aux rendements trop variables. 
Cette même année voit la faillite de la famille Muel-Doublat .
En 1844, les forges sont reprises par un autre maître de forges : la société Capitain-Delabre, avec un agrandissement du site en 1858. En 1864, la société Capitain Delabre devient Salin-Lasson puis Lasson-Salmon en 1870.
Le déclin des fonderies de Meuse, Meurthe-et-Moselle et Haute-Marne s’amorce en raison des coûts de production, liés à des facteurs externes tels que le prix du bois, des modes de transports et du coût de la main-d'œuvre, à cette époque trois fois plus faible en Suède. À cela s'ajoute la chute des prix de la fonte. L'année 1904 marque l'arrêt de toute activité sidérurgique.
Mais en 1906, les anciens bâtiments sidérurgiques deviennent une usine de matériaux de construction, dite « Le Granit », puis Les granits réunis, Ets Ancé, Roche-Petiot (Abainville, Gondrecourt et Dijon), le 1er mars 1958, Biegel et enfin, en 1984 « le Granit » sous la direction de M. Haehanel, puis Eric Fievet depuis 2013.
On peut rappeler qu'en 1917 et 1918, les locaux de l'usine sont réquisitionnés pour réparer le matériel ferroviaire américain.

### L'activité de taille de pierre
De nombreux monuments commémoratifs tels que le monument de la Libération de Bayeux, représentant le Général de Gaulle, grandeur nature, inauguré en 1952 en présence du Général de Gaulle lui-même y sont fabriqués.
Quelques exemples :
- Mémorial du kilomètre zéro de la voie sacrée à Bar-le-Duc .
- Monument aux morts de Pagny-sur-Meuse, inauguré le 6 octobre 1919[14].
- Monument commémoration des héros de la Résistance, avenue de la libération à Nancy .
- Monument aux morts de Fontenoy-la-Joûte .
- Monument communal « conflits commémorés » Vieux-Thann .
- Socles de base de statues de nombreux monuments aux morts, tel celui de Gondrecourt-le-Château .
- Monument commémoratif du centenaire de l'arrivée des Américains à Gondrecourt-le-Château en Val d'Ornois.

### Les forges d'Abainville, ce qu'il en reste.
L'activité des forges s'arrête en 1904, mais le site garde de nombreux témoignages du passé.
La charpente en bois, peinte par Bonhommé est toujours visible.
Une des deux cheminées a subi les outrages de la tempête Lothar de 1999. L'autre est toujours debout.
Un pont de levage construit sur le même principe que la tour Eiffel (fer puddlé) et datant de l’exposition universelle de Paris de 1889 est présent, il sert à décharger les blocs de granite arrivant sur les wagons par un raccordement sur la ligne de Nançois - Tronville à Neufchâteau. Ces commandes repartent vers Oran et Alger jusqu’à l'indépendance de l'Algérie.

## Valorisation du patrimoine
Dans le but de maintenir la mémoire de ces installations industrielles, inscrites dans le passé industriel de la Meuse et des Vosges, des visites gratuites du site peuvent se faire sur demande.